# 支笏湖
支笏湖（しこつこ）は、北海道千歳市にある淡水湖。支笏洞爺国立公園に属し、日本最北の不凍湖となっている。

## 概要
約4.4万年前に支笏火砕流（Spfl）、支笏降下軽石（Spfa）を噴出した火山の大噴火（総噴出量139.5DRE km3）によって形成された支笏カルデラに水が溜まったカルデラ湖である。形成当初の形状は円形であったが、カルデラの縁に恵庭岳、風不死岳が噴出したことにより、現在のようなくびれた形となった。
湖岸は周囲約40キロメートルで、差し渡しは東西の最も長い箇所で13キロメートル、南北の最も短い箇所で約5キロメートル。水深は最深部363mで、日本国内では田沢湖（秋田県）に次ぐ。平均水深は265メートルで、湛える湖水の体積は約20.9立方キロメートルと、滋賀県の琵琶湖（約27.5立方キロメートル）に次ぎ日本で2番目に多い。
日本最北の不凍湖であるが、これは温かい水が湖の深部に残存していて水面を温めることにより湖面の水温が下がりにくいので、凍りにくくなっているためである。しかし、低温の日が続いた場合には結氷することがある。最近の全面結氷は2001年（平成13年）で、その前は1978年（昭和53年）まで遡る。
支笏湖は窒素やリンが乏しい貧栄養湖で、プランクトンもあまり生息しておらず、周辺を森林に囲まれていて土砂の流入が少ないことから、透明度は高い（平均値は15 - 20メートル）。同じ北海道にある摩周湖やシベリアにあるバイカル湖とともに、水が澄んだ湖として知られている。環境省の湖沼水質調査では、日本一に複数回認定されている。湖水の透き通った青さは「支笏湖ブルー」と呼ばれている。
湖の北西にはオコタンペ湖がある。

## 歴史
- 1857年（安政4年） - 松浦武四郎が支笏湖に到達。
- 1908年（明治41年） - 王子軽便鉄道開業。支笏湖周辺の開発が本格化。
- 1910年（明治43年） - 湖水を利用した水力発電所「烏柵舞発電所」完成。
- 1915年（大正4年） - 湖畔に丸駒温泉が開業。
- 1936年（昭和11年） - 千歳鉱山の採掘開始。湖を使った鉱石運搬が始まる。
- 1954年（昭和29年） - 北海道道苫小牧支笏湖線が国道276号に昇格。
- 1967年（昭和42年）8月30日 - 第7師団第23普通科連隊がレンジャー訓練中、モラップ湖畔で隊員4人が溺死[7]。
- 1977年（昭和52年） - 支笏湖氷濤まつりが始まる。

## 地理

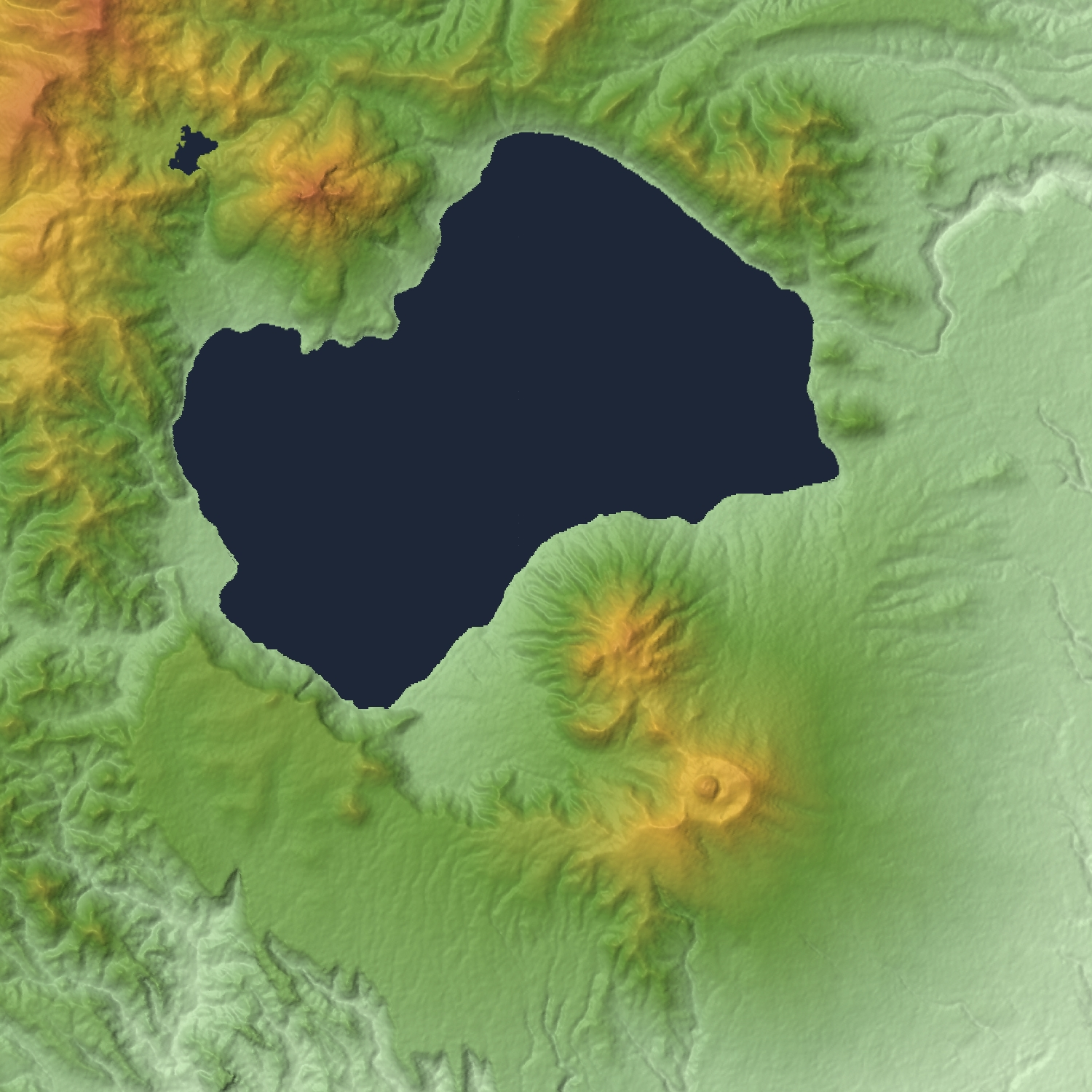
地形図

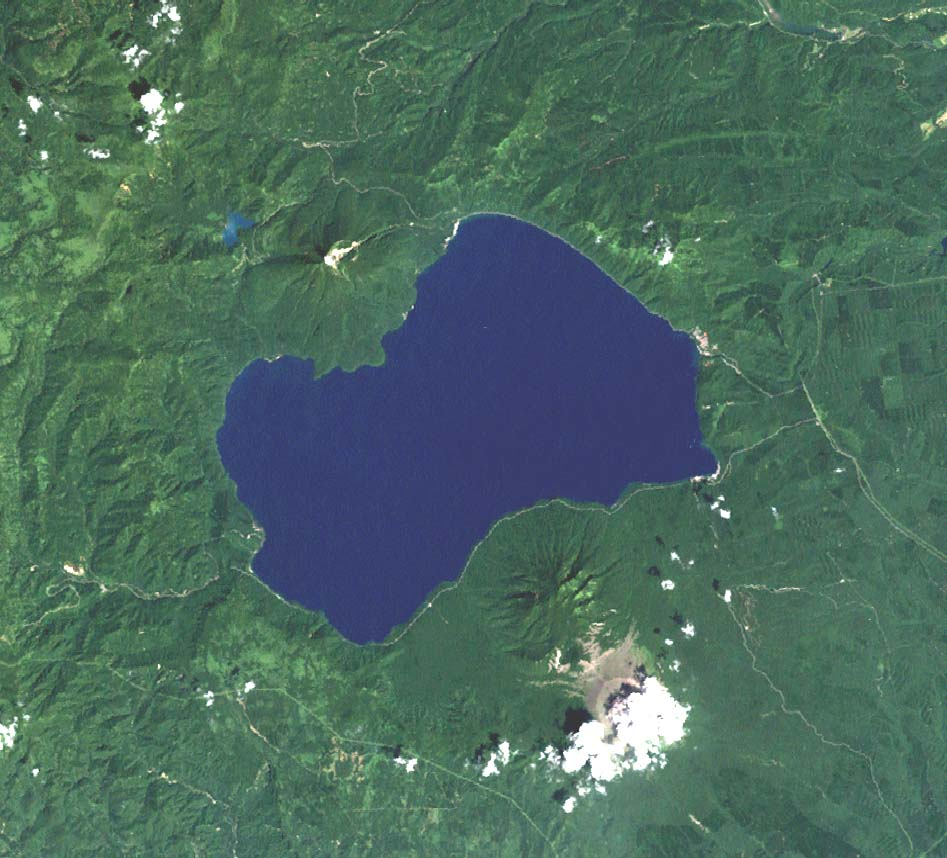
衛星写真

道央地方の千歳市西部に位置する。湖の周囲は約40kmで、長径は約13㎞、短径は約5㎞。最大水深360m、平均水深265mである。国内では秋田県の田沢湖に次いで日本で2番目の深度となっている。
面積は琵琶湖の1⁄9程（国内では8番目の大きさ）だが、最大水深は3倍以上もある。このため、貯水量20.90km3は国内では琵琶湖に次いで2番目に多く、琵琶湖の貯水量の3⁄4にまで達する。
屈斜路湖に次いで日本で2番目に大きいカルデラ湖である。湖の北側には恵庭岳、南側には風不死岳（ふっぷしだけ）、樽前山の支笏三山がそびえ、いずれも活火山である。また、モラップ山、キムンモラップなどの低い山々にも囲まれている。
- 流入河川：美笛川、オコタンペ川、ニナル川、フレナイ川
- 流出河川：千歳川
- 周辺の山：恵庭岳、風不死岳、樽前山、紋別岳、丹鳴岳（になるだけ）、漁岳（いざりだけ）、モラップ山、キムンモラップ、イチャンコッペ山、多峰古峰山（たっぷこっぷやま）、フレ岳、小漁山（こいざりやま）
- 周辺の湖沼：オコタンペ湖、えにわ湖、口無沼、錦大沼
- 滝：七条大滝、美笛の滝、インクラの滝、丸山遠見の滝、ネッソウの滝
- 渓谷など：恵庭渓谷、水明郷、樽前ガロー、苔の洞門、楓沢の洞門

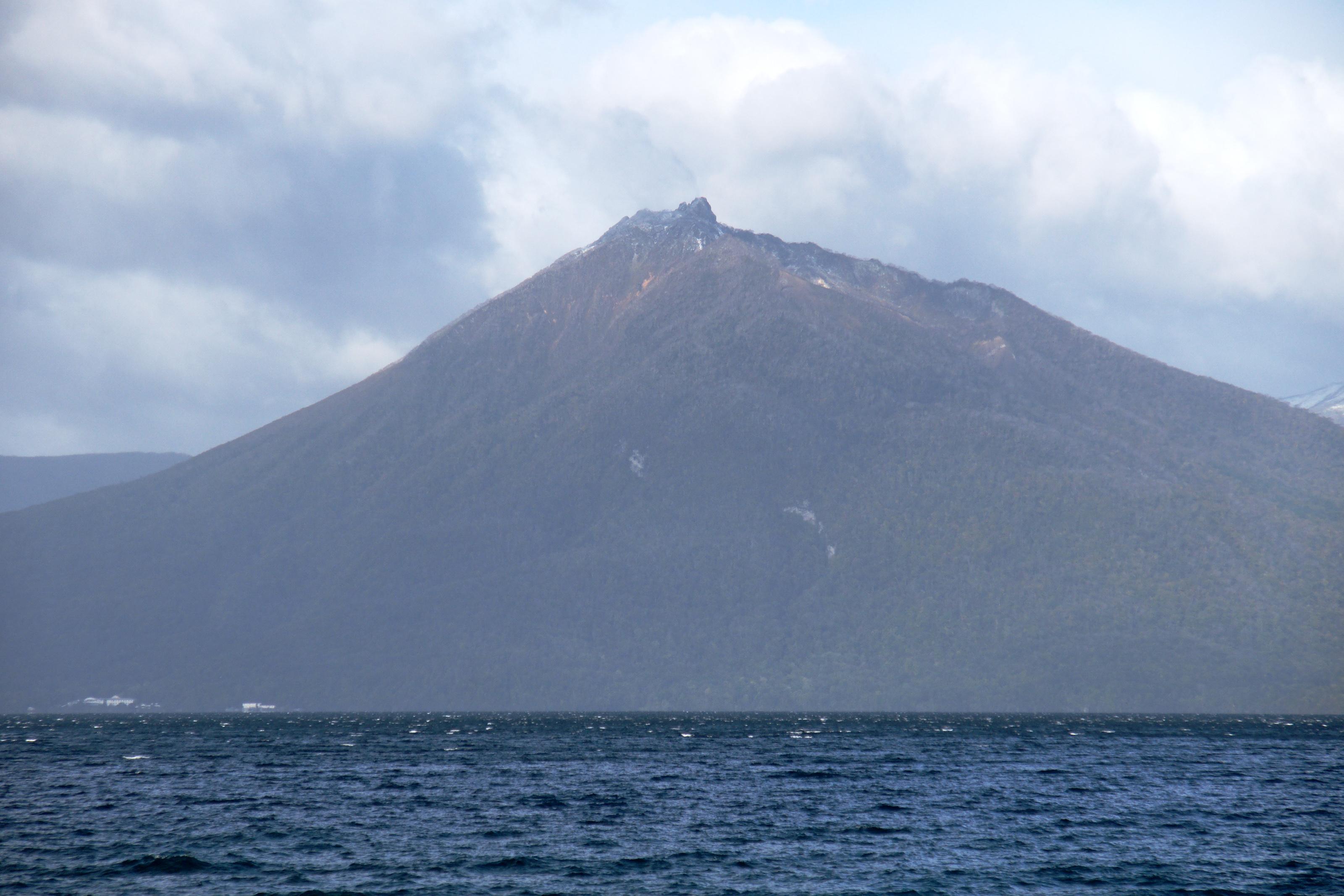
支笏湖と恵庭岳
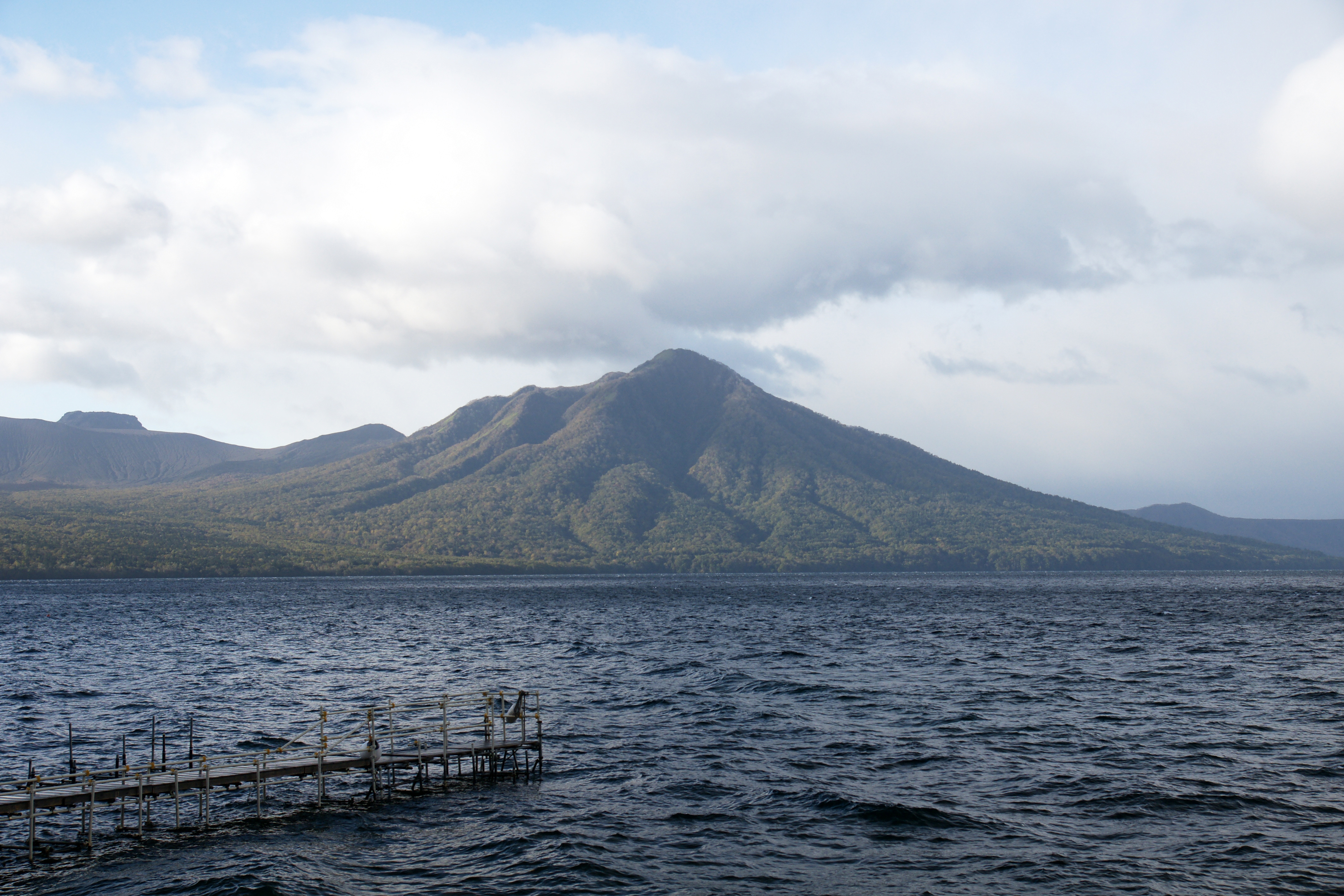
支笏湖と風不死岳
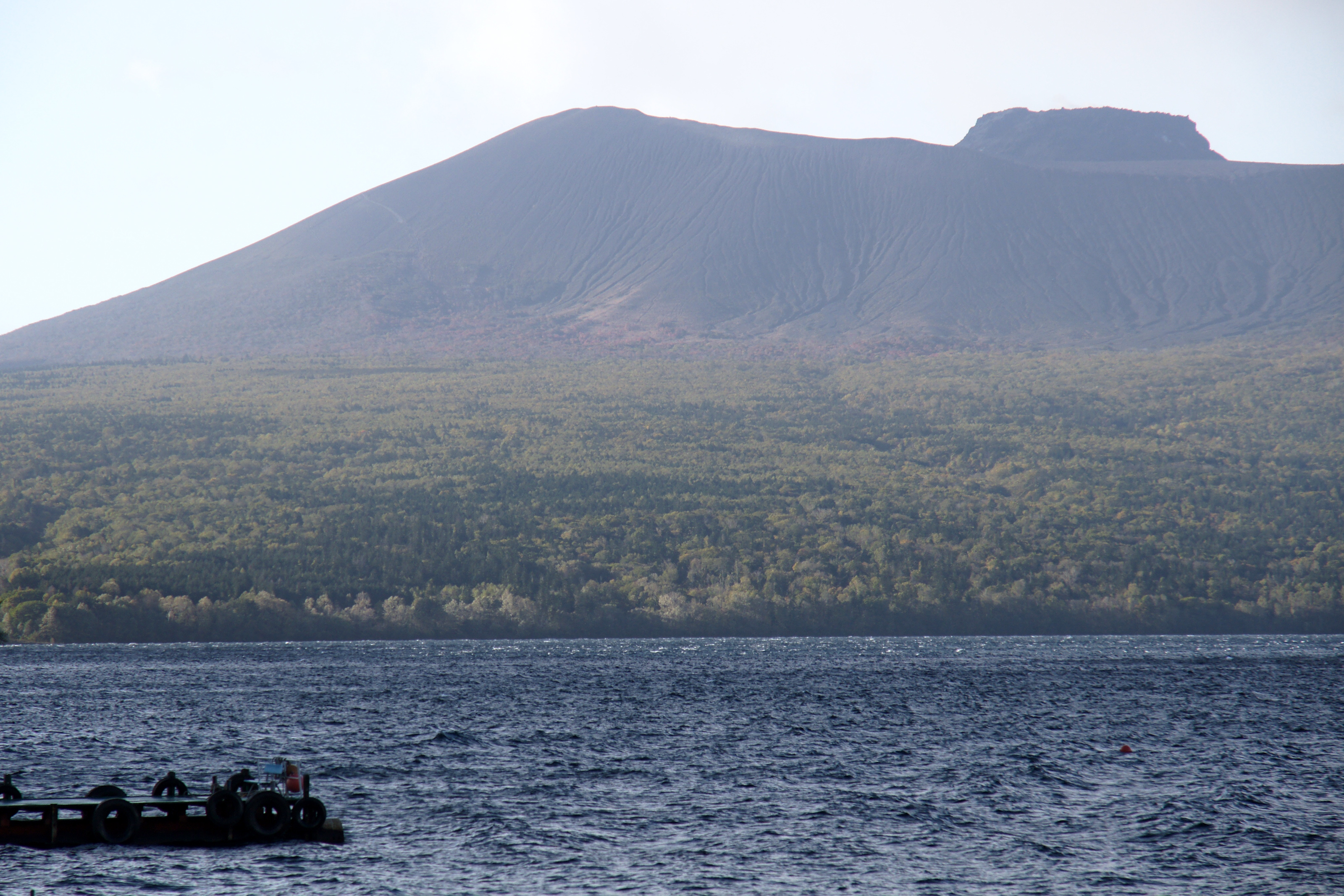
支笏湖と樽前山
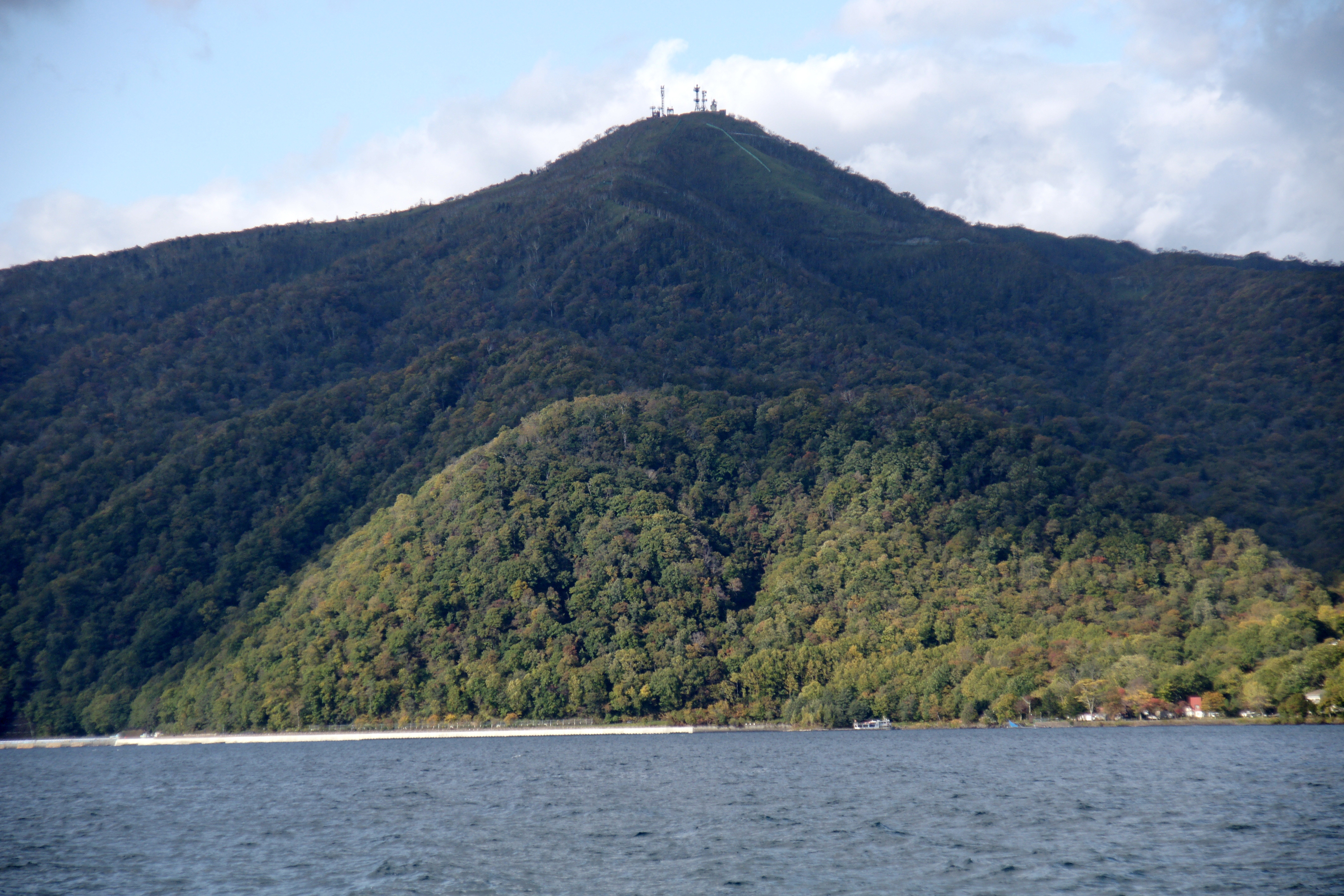
支笏湖と紋別岳
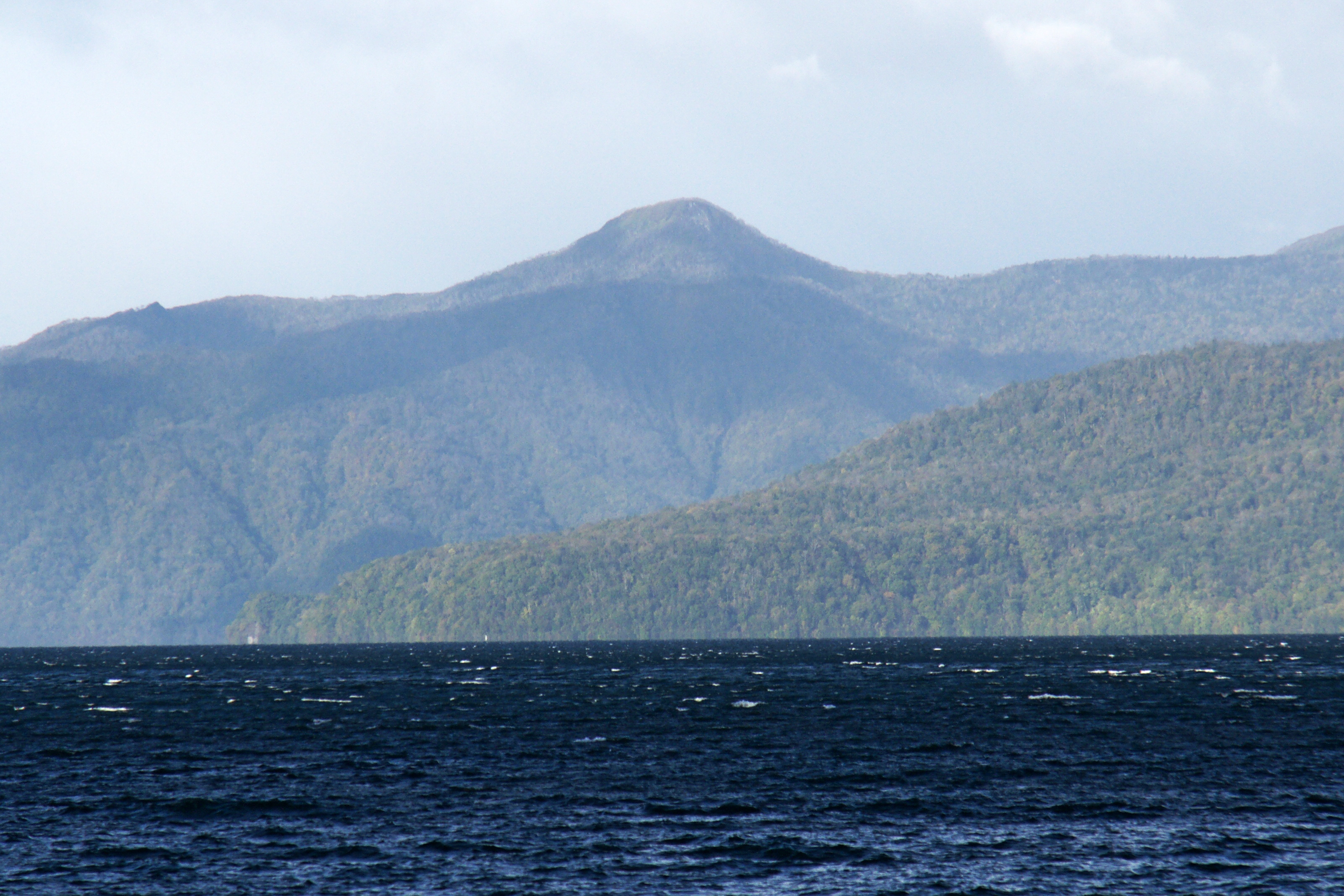
支笏湖と丹鳴岳
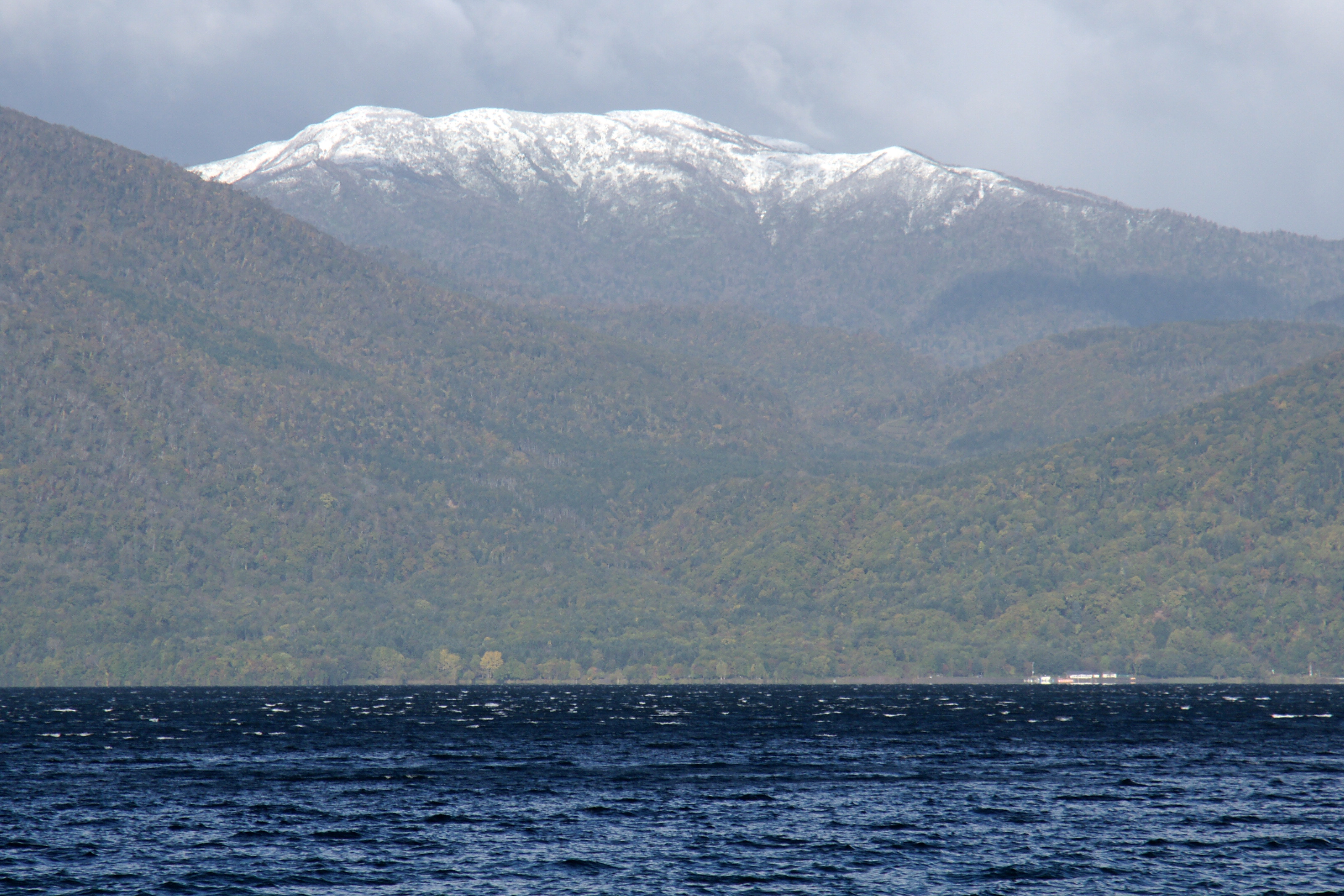
支笏湖と漁岳
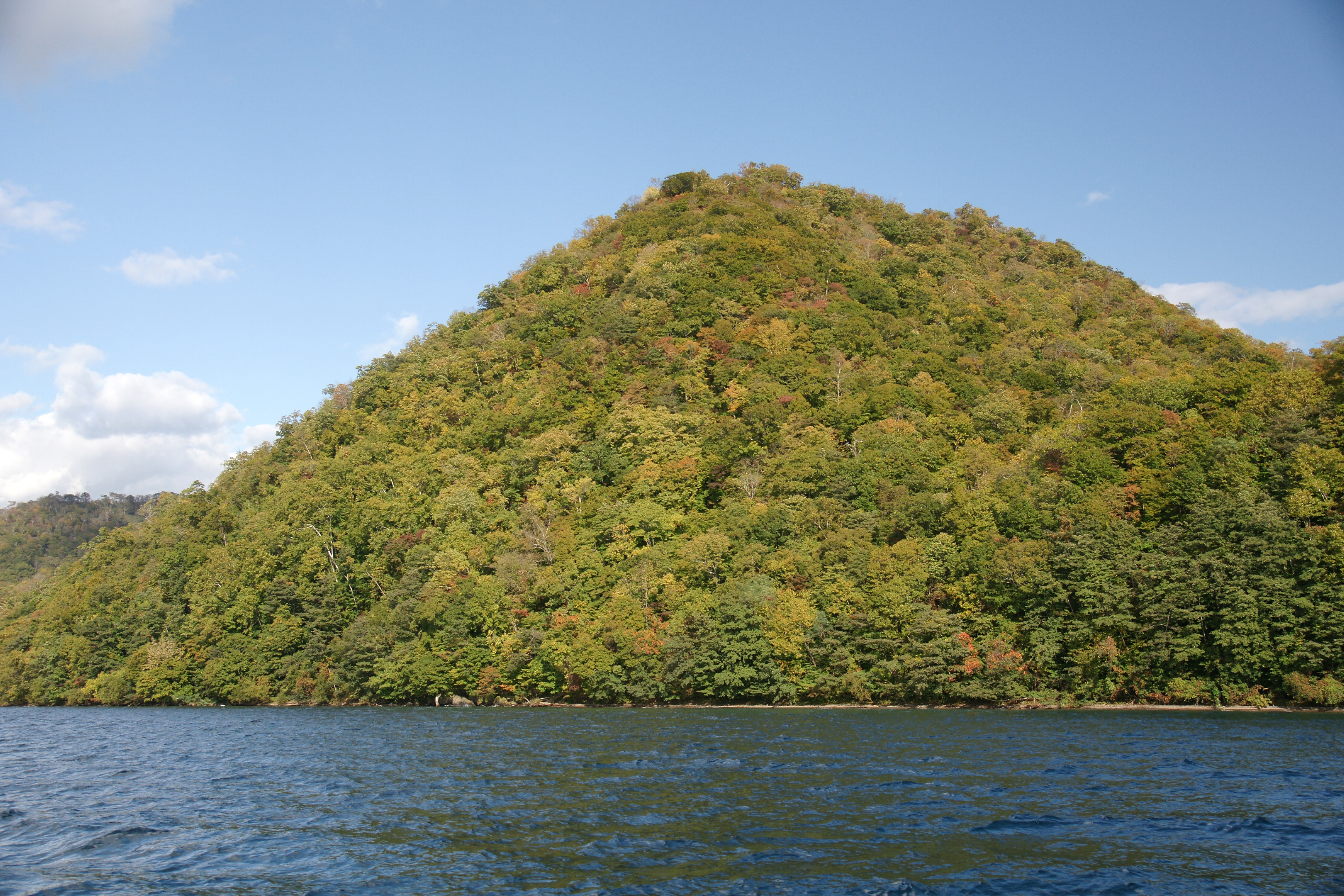
支笏湖とモラップ山

### 気候
| 支笏湖畔（1991年 - 2020年）の気候 | 支笏湖畔（1991年 - 2020年）の気候 | 支笏湖畔（1991年 - 2020年）の気候 | 支笏湖畔（1991年 - 2020年）の気候 | 支笏湖畔（1991年 - 2020年）の気候 | 支笏湖畔（1991年 - 2020年）の気候 | 支笏湖畔（1991年 - 2020年）の気候 | 支笏湖畔（1991年 - 2020年）の気候 | 支笏湖畔（1991年 - 2020年）の気候 | 支笏湖畔（1991年 - 2020年）の気候 | 支笏湖畔（1991年 - 2020年）の気候 | 支笏湖畔（1991年 - 2020年）の気候 | 支笏湖畔（1991年 - 2020年）の気候 | 支笏湖畔（1991年 - 2020年）の気候 |
| 月                                | 1月                               | 2月                               | 3月                               | 4月                               | 5月                               | 6月                               | 7月                               | 8月                               | 9月                               | 10月                              | 11月                              | 12月                              | 年                                |
| --------------------------------- | --------------------------------- | --------------------------------- | --------------------------------- | --------------------------------- | --------------------------------- | --------------------------------- | --------------------------------- | --------------------------------- | --------------------------------- | --------------------------------- | --------------------------------- | --------------------------------- | --------------------------------- |
| 最高気温記録 °C （°F）            | 7.3 (45.1)                        | 12.2 (54)                         | 14.5 (58.1)                       | 23.8 (74.8)                       | 29.7 (85.5)                       | 30.0 (86)                         | 31.8 (89.2)                       | 31.9 (89.4)                       | 29.1 (84.4)                       | 23.9 (75)                         | 19.3 (66.7)                       | 12.5 (54.5)                       | 31.9 (89.4)                       |
| 平均最高気温 °C （°F）            | −1.9 (28.6)                       | −1.2 (29.8)                       | 2.4 (36.3)                        | 8.7 (47.7)                        | 15.2 (59.4)                       | 18.7 (65.7)                       | 22.0 (71.6)                       | 23.2 (73.8)                       | 20.0 (68)                         | 14.2 (57.6)                       | 7.0 (44.6)                        | 0.4 (32.7)                        | 10.7 (51.3)                       |
| 日平均気温 °C （°F）              | −4.8 (23.4)                       | −4.5 (23.9)                       | −1.0 (30.2)                       | 4.4 (39.9)                        | 9.9 (49.8)                        | 14.0 (57.2)                       | 18.0 (64.4)                       | 19.4 (66.9)                       | 16.1 (61)                         | 10.2 (50.4)                       | 3.5 (38.3)                        | −2.5 (27.5)                       | 6.9 (44.4)                        |
| 平均最低気温 °C （°F）            | −7.9 (17.8)                       | −7.9 (17.8)                       | −4.4 (24.1)                       | 0.6 (33.1)                        | 5.6 (42.1)                        | 10.4 (50.7)                       | 15.1 (59.2)                       | 16.6 (61.9)                       | 12.9 (55.2)                       | 6.6 (43.9)                        | 0.2 (32.4)                        | −5.4 (22.3)                       | 3.5 (38.3)                        |
| 最低気温記録 °C （°F）            | −15.9 (3.4)                       | −18.2 (−0.8)                      | −15.8 (3.6)                       | −6.9 (19.6)                       | −1.7 (28.9)                       | 2.1 (35.8)                        | 7.7 (45.9)                        | 8.7 (47.7)                        | 3.8 (38.8)                        | −2.6 (27.3)                       | −10.5 (13.1)                      | −15.4 (4.3)                       | −18.2 (−0.8)                      |
| 降水量 mm （inch）                | 89.4 (3.52)                       | 72.2 (2.843)                      | 93.8 (3.693)                      | 103.0 (4.055)                     | 143.9 (5.665)                     | 138.0 (5.433)                     | 163.8 (6.449)                     | 216.9 (8.539)                     | 262.0 (10.315)                    | 193.8 (7.63)                      | 137.4 (5.409)                     | 97.3 (3.831)                      | 1,711.3 (67.374)                  |
| 平均降水日数 （≥1.0 mm）          | 10.4                              | 10.4                              | 12.2                              | 10.4                              | 10.7                              | 9.7                               | 10.8                              | 12.3                              | 13.4                              | 12.2                              | 12.0                              | 10.5                              | 135.1                             |
| 平均月間日照時間                  | 117.9                             | 116.6                             | 148.5                             | 179.3                             | 185.3                             | 149.0                             | 123.3                             | 132.0                             | 148.6                             | 152.3                             | 112.1                             | 103.6                             | 1,668.6                           |
| 出典：気象庁                      |                                   |                                   |                                   |                                   |                                   |                                   |                                   |                                   |                                   |                                   |                                   |                                   |                                   |

## 名前の由来
アイヌ民族は、支笏湖を「シコッペッ（支笏川、現在の千歳川）の水源の湖」の意で「シコットホ」（シコツ川・その湖）あるいは「シコット」（シコツ川・湖）と呼び、改まった場合には「シコテムコ・エアン・パラト」（シコツ川の・水源・そこに・ある・広い湖）と称えていたという。
なお、支笏川は日本語で「死骨」に通じることから縁起が悪いとし、1805年（文化2年）に現在の千歳川に改名され、後に市名となった。

## 生物と漁業
サケのふるさと 千歳水族館によると、支笏湖に棲息する魚類は約15種で、人が持ち込む以前からいたのはアメマスとハナカジカである。
支笏湖漁業協同組合が第5種共同漁業権を有する。1894年（明治27年）より道東の阿寒湖から移入されたチップ（ヒメマス）の養殖事業を行っている。発眼卵は支笏湖以外での放流や養殖に使われる他、孵化した稚魚は支笏湖に放流もされる。成長した魚は組合員による漁獲のほか遊漁用として捕獲される。なお、資源保護のため解禁期間は6月1日から8月31日までで、漁業者・遊漁者共通の禁漁区域が設定されている。

## 観光
| - 支笏湖ビジターセンター - 山線鉄橋（王子軽便鉄道の遺構。「洋紙の国内自給を目指し北海道へと展開した製紙業の歩みを物語る近代化産業遺産群」に認定） - 水中観光船 - 支笏湖ボートハウス - 支笏湖観光センター - 美笛の滝 - 苔の洞門 | 温泉・宿泊施設 - 支笏湖温泉 - 支笏湖ユースホステル - 支笏湖いとう温泉 - 丸駒温泉 - オコタン温泉（現在は廃湯） | キャンプ場 - 美笛キャンプ場 - モーラップキャンプ場 - ポロピナイキャンプ場 - オコタン野営場 |

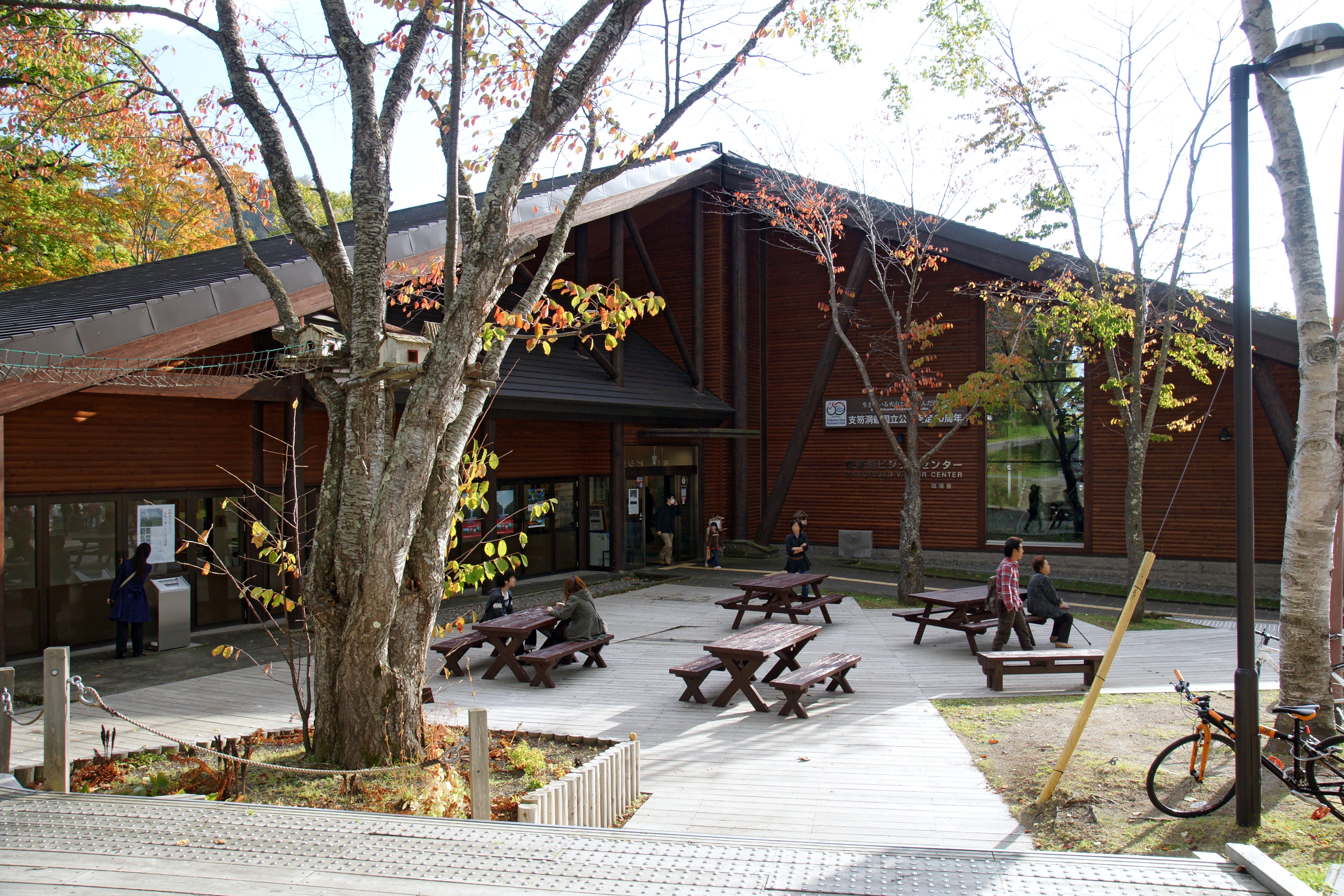
支笏湖ビジターセンター
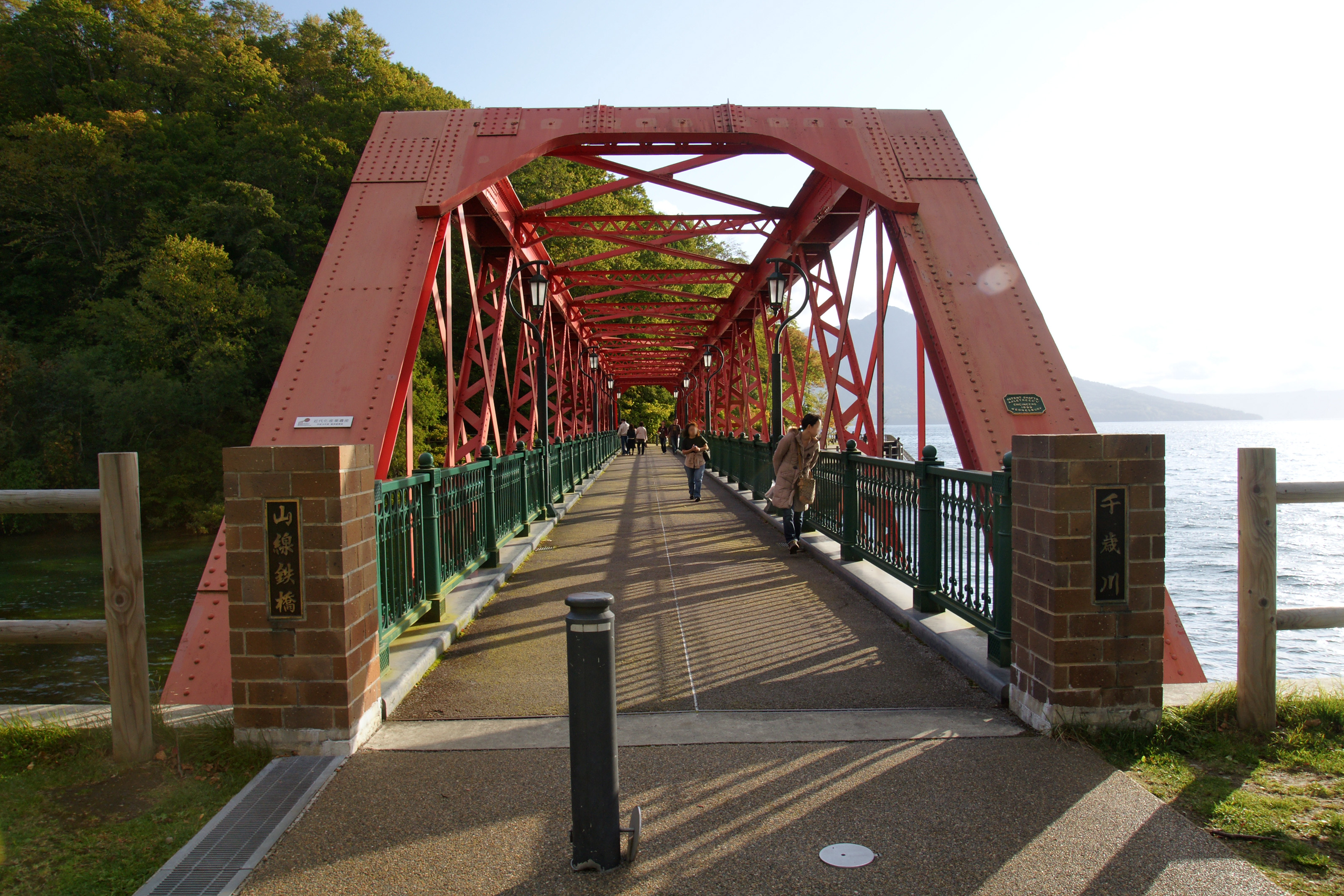
千歳川に架かる山線鉄橋
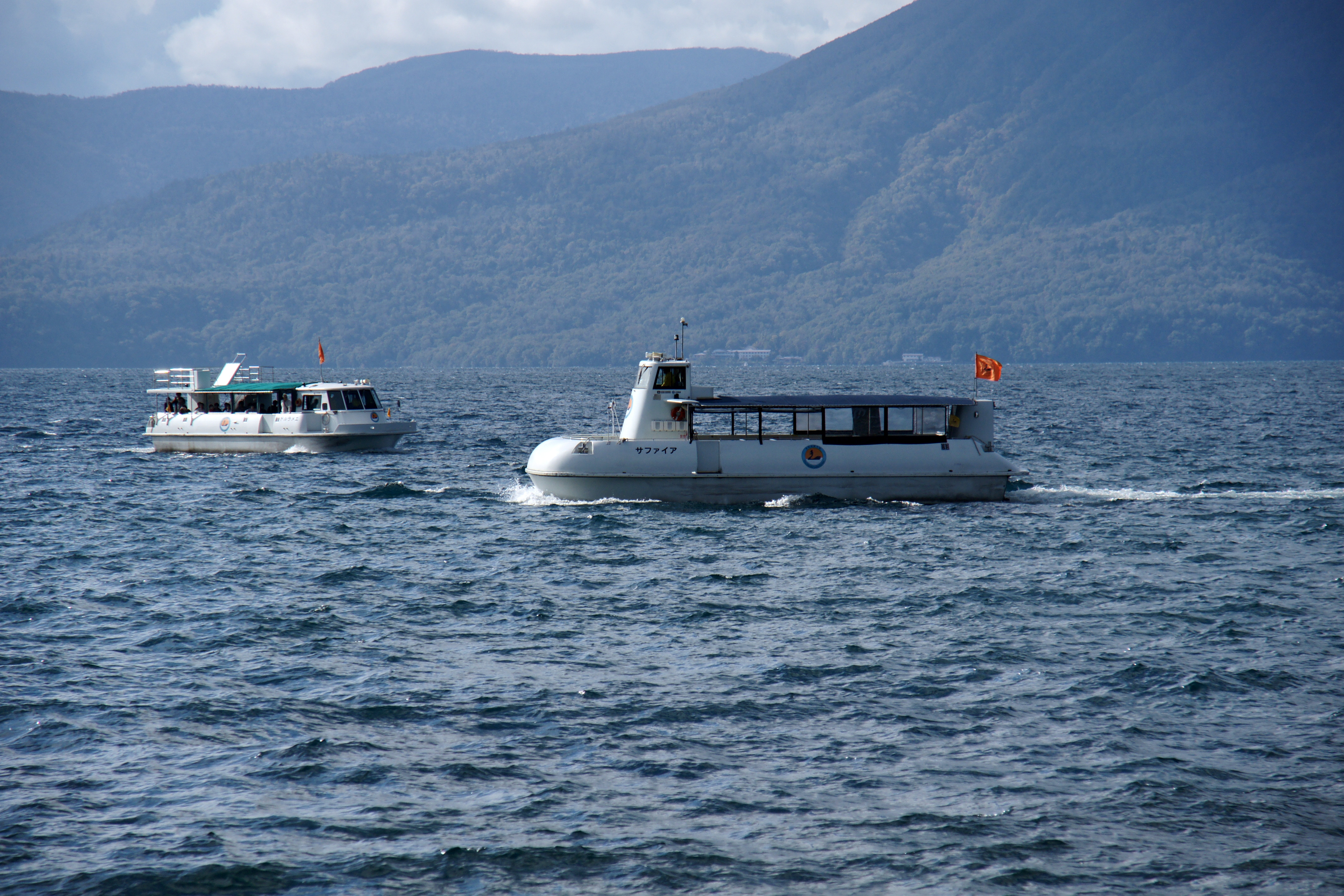
支笏湖と水中観光船
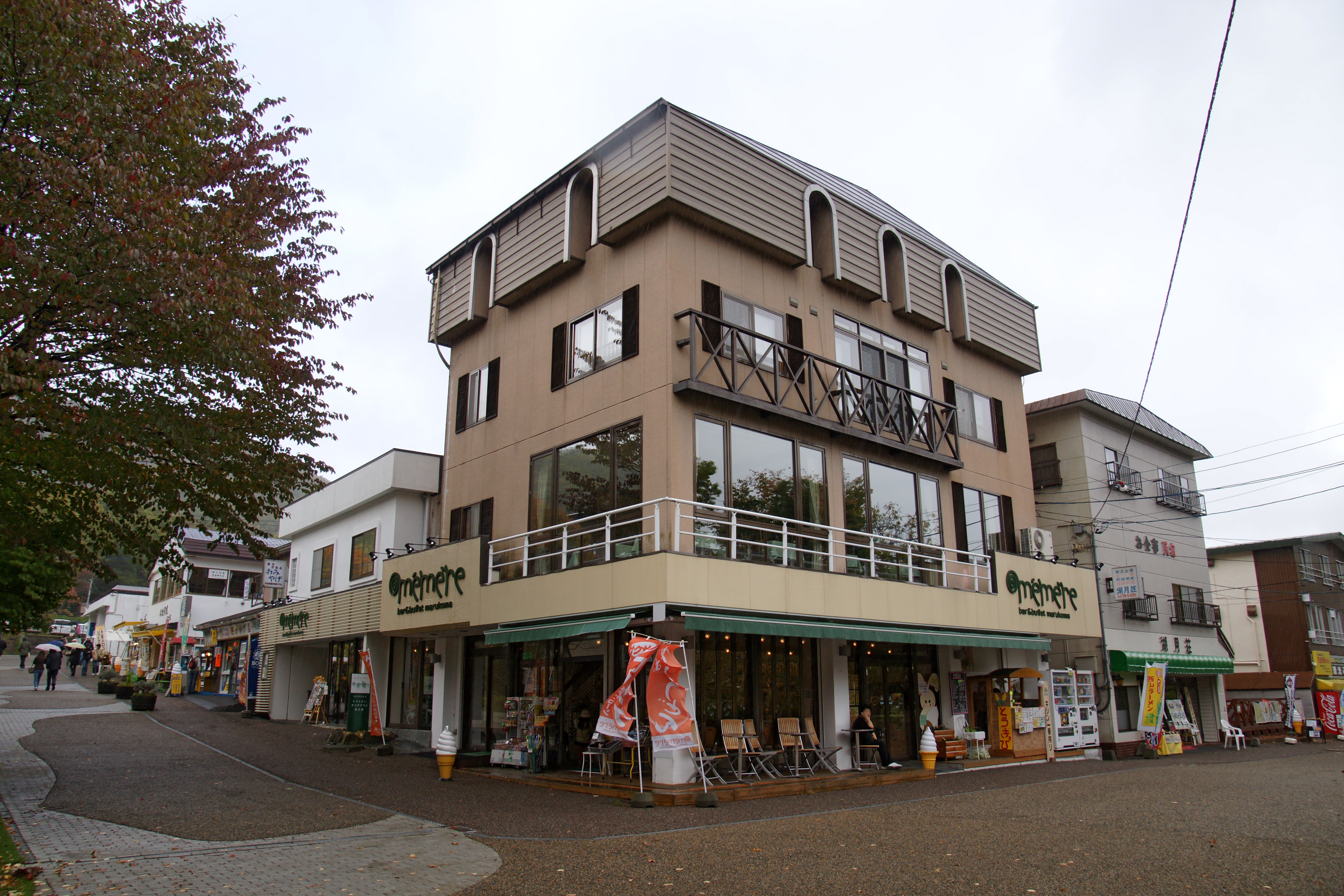
湖岸の商店街
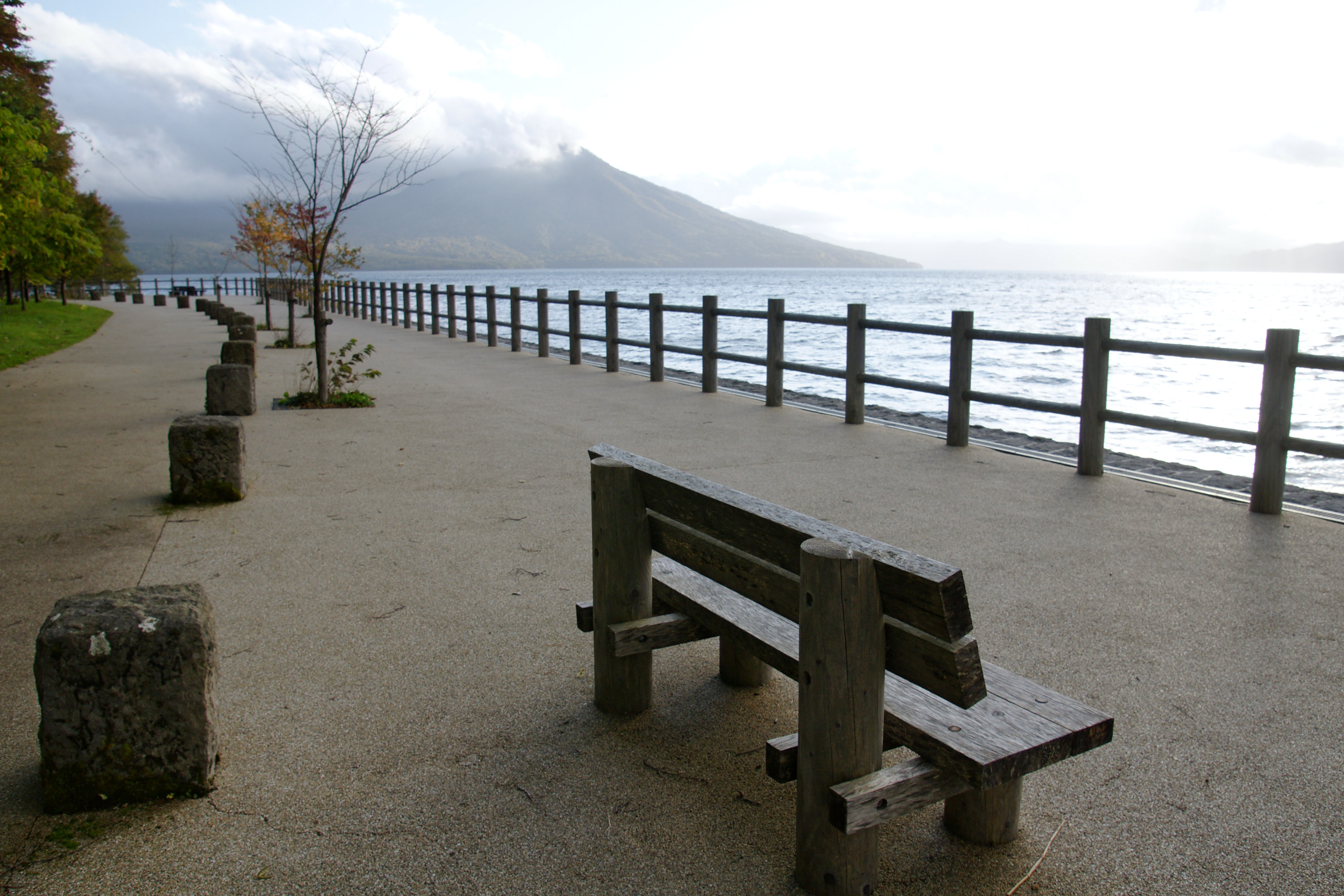
支笏湖畔
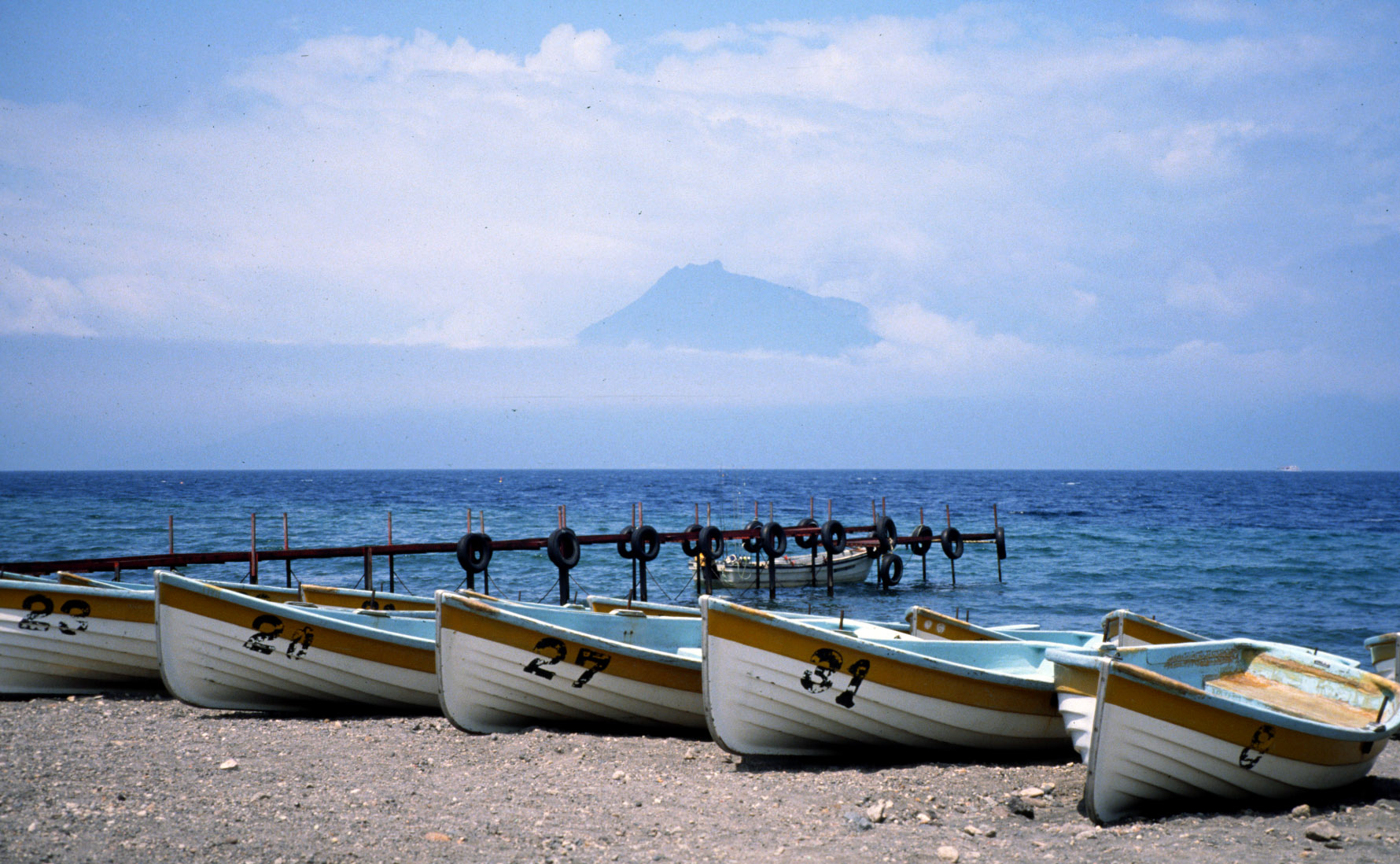
ボートと支笏湖（雲の隙間から見えるのは恵庭岳）
- 支笏湖

### イベント
- 支笏湖湖水まつり
- 支笏湖紅葉まつり
- 千歳・支笏湖氷濤まつり

## 水運
第二次世界大戦後、道路整備が進むまで湖周辺へのアクセスは船に限られたため、水運が盛んに行われていた。明治時代後期には御料林から切り出した木材をまとめた筏や丸駒温泉や観光地へ向かう小船が、昭和時代になると恵庭鉱山や千歳鉱山から産出した鉱石を搬出する鉱石運搬船が加わった。1955年、企業船組合が発足し、人送や観光目的の船着き場が現在の場所へ集約。現在の商店街や観光施設が集中する契機となった。1960年には遊覧船の運航権を三井観光開発に売却。2014年時点で、加森観光グループの系列会社が運行を行っている。

## 交通
車を利用する場合
- 千歳市街より北海道道16号支笏湖公園線経由で約30分。
- 苫小牧市街より国道276号経由で約30分。
- 札幌市より国道453号経由で約1時間。
- 留寿都村より国道276号（美笛峠）を経由して約1時間20分。

バスを利用する場合
- 北海道中央バス（千歳営業所）が新千歳空港発着の路線バス【支笏湖線】を運行する。

## 支笏湖が登場する作品
映画
- 松竹系『男はつらいよ 翔んでる寅次郎』1979年

TVドラマ
- TBS系『白い影』1973年および2001年

小説
- 草野唯雄『支笏湖殺人事件』1984年。ISBN 978-4195677544。
- 津村秀介『定山渓・支笏湖殺人事件－寝台特急「エルム」の暗転』1997年。ISBN 978-4334724771。
- 渡辺淳一『無影橙』
- 桐野夏生『柔らかい頬』

アニメ・漫画
- 邪神ちゃんドロップキック’
- ゴールデンカムイ

ガイドブック
- 大橋弘一『自然ガイド 支笏・樽前』2002年。ISBN 978-4894532199。

歌謡曲
- ラブリーズ『紅すずらんの伝説』
- 美咲じゅん子『支笏湖慕情』
- 三上寛『支笏湖』
- 水森かおり『水に咲く花・支笏湖へ』